# 石蕊

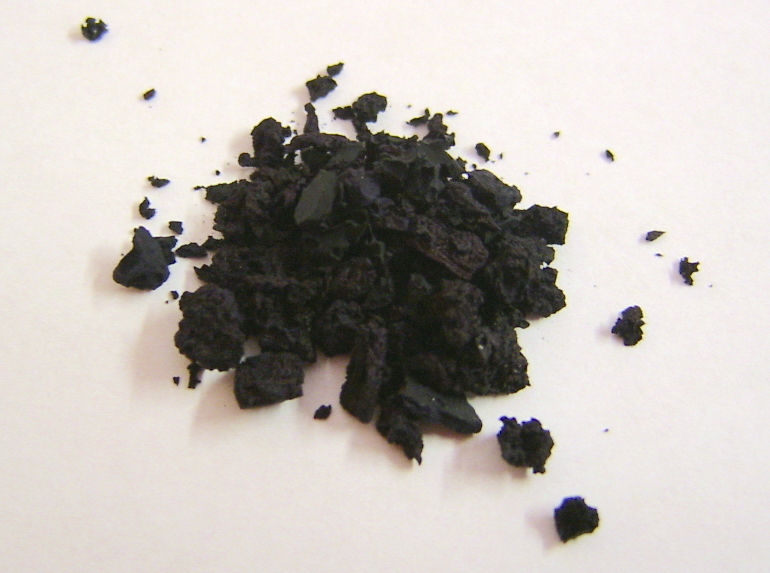
石蕊粉末

7-羟基吩噁嗪酮的结构

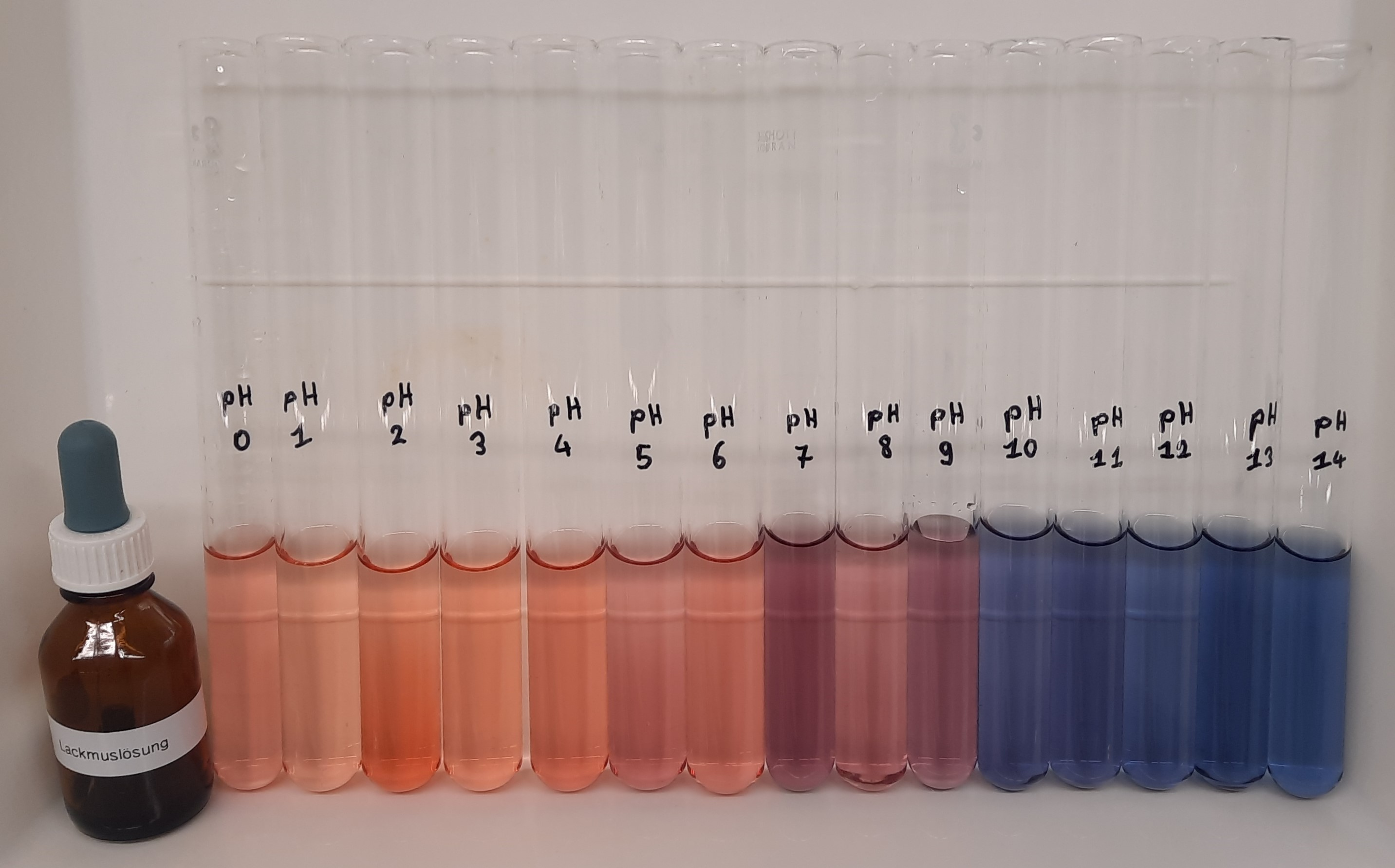
带指示剂石蕊溶液的 pH 系列

石蕊是一种部分溶于水和乙醇的混合物，由多种地衣中的染料组成。水溶液具有变色性质； 取决于是否与酸性或碱性物质接触（即取决于pH值）。 因此，它在化学中用作酸碱指示剂。 石蕊是一种深蓝色的物质混合物，CAS号为1393-92-6。
7-羟基吩噁嗪酮（7-hydroxyphenoxazone）是石蕊中随酸碱变色的染料，分子式为C7H7O4N。

## 历史
英語中的“石蕊”一词litmus源自古諾爾斯語，意为“用于染色的苔藓”。大约 1300 年，最早由西班牙医师阿納爾德斯·德·維拉·諾瓦开始使用石蕊来研究酸和碱。
从 16 世纪开始，人们从一些地衣中提取蓝色染料，而當時石蕊的主要產地為荷兰。

## 天然来源

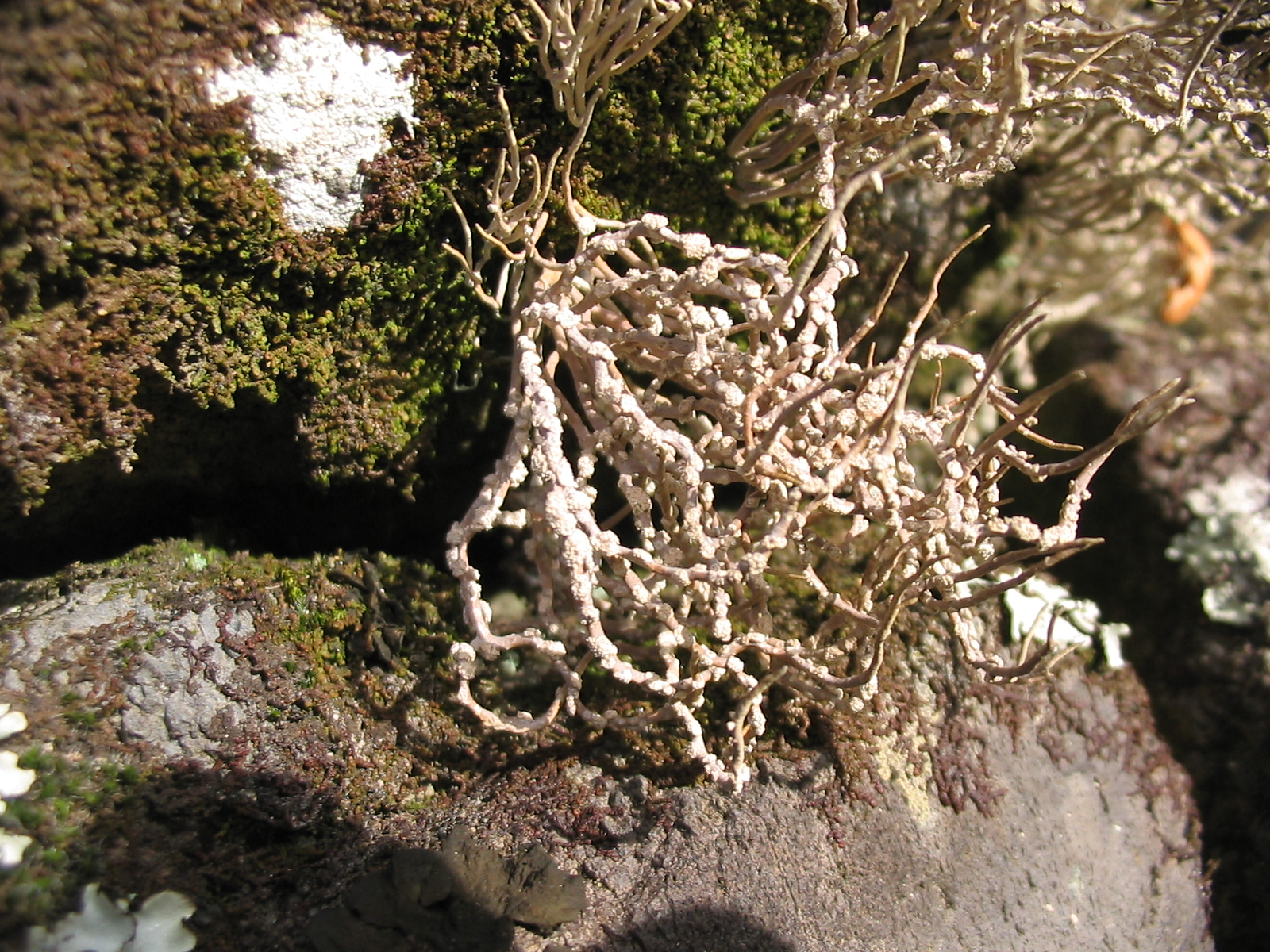
地衣Roccella fuciformis

石蕊可从多种地衣中提取，来源有以下多种：Roccella tinctoria（南美）、Roccella fuciformis（安哥拉、马达加斯加）、Roccella pygmaea（阿尔及利亚）、Roccella phycopsis、Lecanora tartarea（挪威、瑞典）、Variolaria dealbata、Ochrolechia parella、Parmotrema tinctorum、Parmelia。目前主要采用的是莫桑比克的Roccella montagnei和美国加州的Dendrographa leucophoea。

## 化学成分
石蕊的CAS号为1393-92-6，含有10-15种不同的染料成分。石蕊的成分应该和地衣紅染料差不多，但是比例不同。石蕊种占比最大的成分分子量约为3300。

## 酸碱指示剂

### 溶液
石蕊溶液呈紫色，也叫紫色石蕊试液。将1g石蕊溶于50ml水中，静置一昼夜后过滤。在滤液中加30ml、95%乙醇，再加水稀释至100ml。
- pH低于4.5时显红色，pH高于8.3时显蓝色，颜色变化不很明顯。
- 每10L试液用1滴石蕊即可。
- 石蕊不适合作酸碱滴定的指示剂。

### 试纸
石蕊試紙是由石蕊溶液浸漬濾紙，晾乾得到。有紅色石蕊試紙和藍色石蕊試紙兩種。红色石蕊试纸是加了少量硫酸和盐酸使其变红。蓝色石蕊试纸则是浸泡较稀的碳酸钠或氢氧化钠溶液制成，但也有蓝色石蕊試紙就是一般的石蕊浸泡而成。
鹼性溶液使紅色試紙變藍，酸性溶液使藍色試紙變紅。嚴格而言，在室溫及大氣壓力情況下，pH值高於8.3時紅石蕊試紙才會變藍，而pH值低於4.5時藍石蕊試紙才會變紅。換句話說，pH值介乎4.5及8.3時紅藍石蕊試紙是不會變色的。所以在測試接近中性的溶劑時或會不大準確。
| 水溶液       | 酸性           | 中性       | 鹼性           |
| ------------ | -------------- | ---------- | -------------- |
| 紅色石蕊試紙 | 紅不变，蓝变红 | 不變色(紅) | 红变蓝，蓝不变 |
| 藍色石蕊試紙 | 紅不变，蓝变红 | 不變色(藍) | 红变蓝，蓝不变 |

常見的鹼性氣體并不多，因此紅色石蕊試紙成為檢驗氨氣的常用方法，用濕潤的紅色石蕊試紙靠近氣體，試紙變藍則說明該氣體可能為氨氣。

## 参阅
- 酚酞
- 酸碱指示劑